# 熊承旭
熊承旭（1925年—2008年11月1日），京劇琴師、作曲家，師承徐蘭沅。
上海人，在復旦大學讀書時，與學友唐在炘、鄰居閔兆華組成1個京劇樂隊，唐在炘京劇胡琴（京胡），閔兆華京劇月琴，他演奏京劇二胡（京二胡）。1940年代后期，三人與趙榮琛、高華 (京劇)等程派藝術家合作，錄製了多套京劇唱片，1947年曾與程硯秋在上海合作《碧玉簪》等戲，程送給他們「三劍客」的稱號。
中華人民共和國成立后，三人與李世濟、白登雲等組團巡迴公演，后加盟馬連良做團長的北京京劇團（現在的北京京劇院）。熊承旭和唐在炘在北京京劇團拜師徐蘭沅，與李慕良、陸松齡組成徐先生做音樂指導的4人唱腔設計小組。
作品有《蘆蕩火種》（《沙家浜》的前身），《文昭关》等。唱片有《春闺梦》，《青霜剑》，《鸳鸯冢》等。
1. ↑  . www.sohu.com.   [2024-10-27].
2. ↑  . oldrecords.xikao.com.   [2024-10-27].